# Cnemidophorus
Cnemidophorus é um gênero de lagartos da família Teiidae.
Algumas espécies anteriormente colocadas neste género, como Cnemidophorus uniparens, se reproduzem sem a participação de um macho (partenogêse), sendo composta unicamente por fêmeas-clones que "acasalam", para estimular a ovulação. A origem dessas espécies incomuns são, na verdade, resultado de um acasalemento heterossexual entre o Cnemidophorus inornatus (pai) e o Cnemidophorus tigris marmaratus (mãe). Não são espécies que abandonaram o uso do macho nem uma espécies cujos machos se extinguiram, como muitos concluem erroneamente. São sim, resultado de um único exemplar fêmea, que nasceu de um cruzamento entre duas espécies diferentes de Cnemidophorus.   

## Espécies
Estão descritas 19 espécies:
- Cnemidophorus arenivagus Markezich, Cole & Dessauer, 1997
- Cnemidophorus arubensis Lidth De Jeude, 1887
- Cnemidophorus cryptus Cole & Dessauer, 1993
- Cnemidophorus duellmani Mccranie & Hedges, 2013
- Cnemidophorus espeuti (Boulenger, 1885)
- Cnemidophorus flavissimus Ugueto, Harvey & Rivas, 2010
- Cnemidophorus gaigei Ruthven, 1915
- Cnemidophorus gramivagus Mccrystal & Dixon, 1987
- Cnemidophorus lemniscatus (Linnaeus, 1758)
- Cnemidophorus leucopsammus Ugueto & Harvey, 2010
- Cnemidophorus murinus (Laurenti, 1768)
- Cnemidophorus nigricolor Peters, 1873
- Cnemidophorus pseudolemniscatus Cole & Dessauer, 1993
- Cnemidophorus rostralis Ugueto & Harvey, 2010
- Cnemidophorus ruatanus Barbour, 1928
- Cnemidophorus ruthveni Burt, 1935
- Cnemidophorus senectus Ugueto, Harvey & Rivas, 2010
- Cnemidophorus splendidus (Markezich, Cole & Dessauer, 1997)
- Cnemidophorus vanzoi (Baskin & Williams, 1966)